# Itäharju
Itäharju est un quartier du district Nummi-Halinen à Turku en Finlande,.

## Description
Itäharju est situé entre les quartiers de Kupittaa, Pääskyvuori et Nummi. 
Itäharju compte de nombreuses maisons individuelles et petites industries.
Au début des années 2000, la construction dense de bureaux s'est étendue de Kupittaa à Itäharju. 
L'hôpital T du Centre hospitalier universitaire de Turku est situé dans la partie nord-ouest d'Itäharju, où la société Kupitaan Savi a fonctionné jusqu'à la fin des années 1960. 
Les bâtiments les plus visibles d'Itäharju sont les trois tours If de la compagnie d'assurance If (fi).
Le parc scientifique de Turku devrait s'étendre du campus universitaire de Kupittaa en direction de la zone industrielle d'Itäharju, de sorte que d'ici 2050, il y aurait plus de 20 000 nouveaux appartements et plus de 10 000 nouveaux emplois dans la zone.

## Histoire
Au cours de l'épidémie de choléra qui a fait rage en 1831, un cimetière du choléra a été établi à Itäharju.
Pendant la seconde Guerre mondiale, une batterie anti-aérienne était située sur la colline Mikkolanmäki à Itäharju.

## Galerie

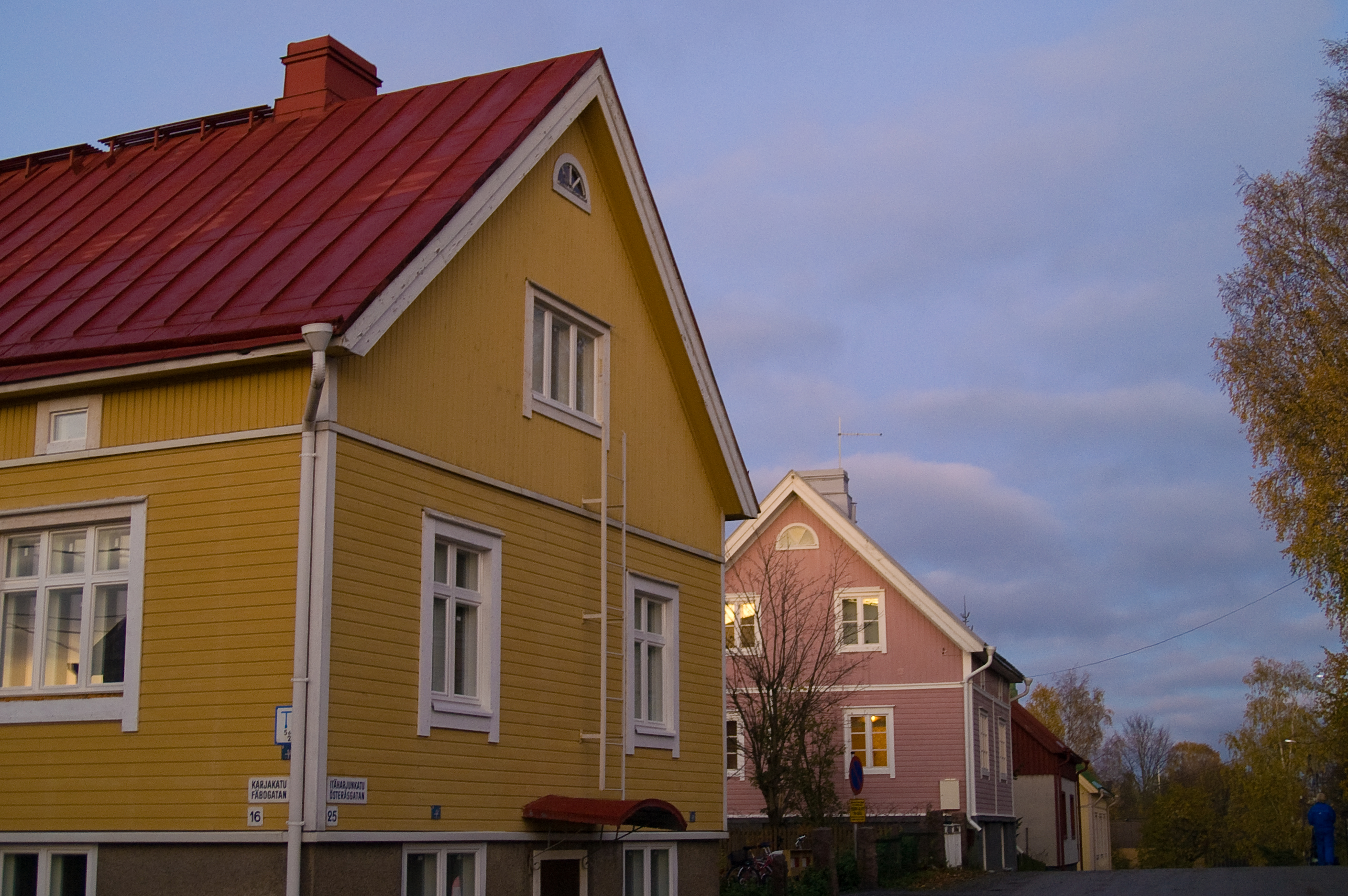
Croisement Karjakatu et Itäharjunkatu.
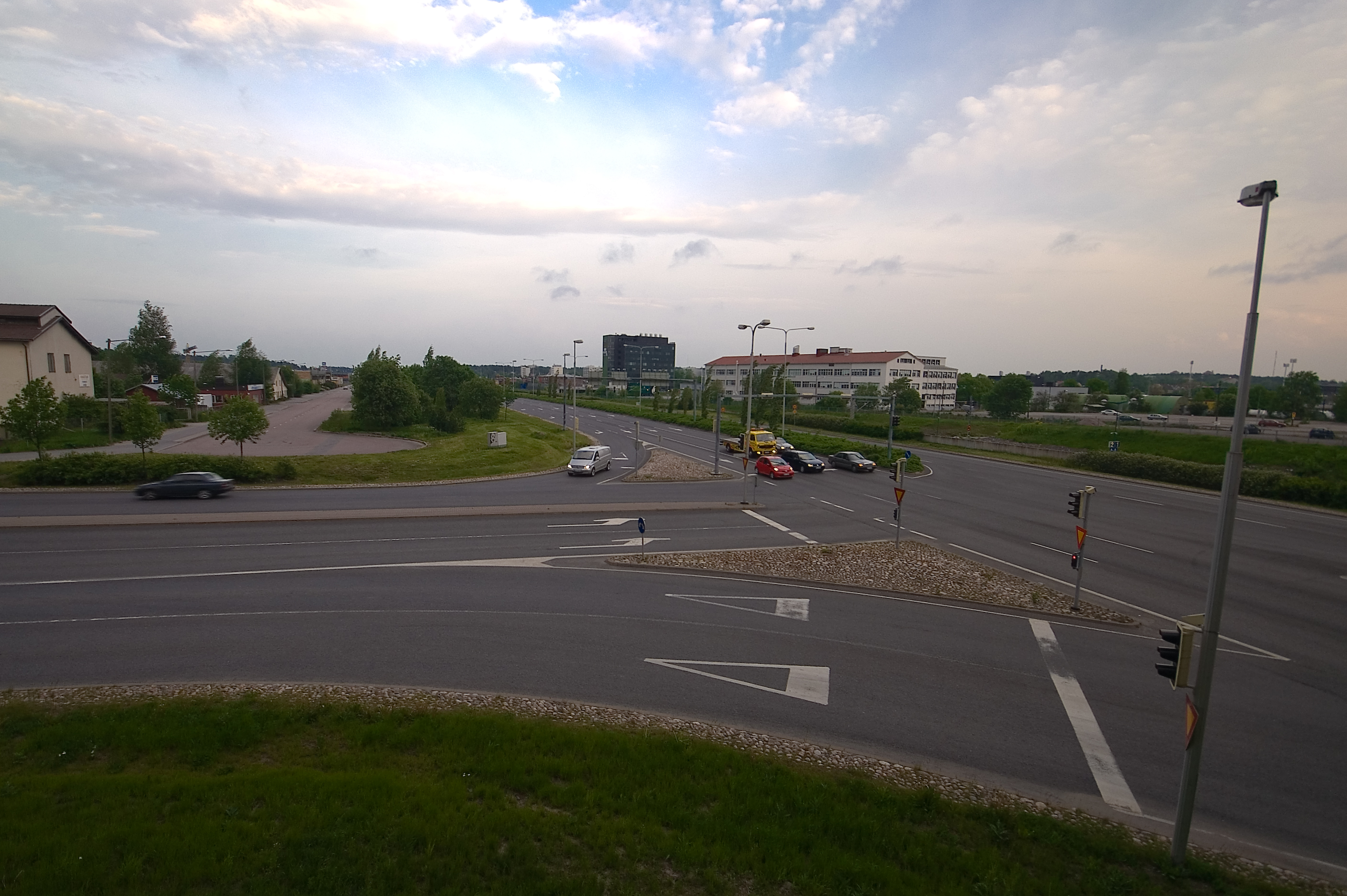
Croisement Valtatie 1 et Kalevanramppi.
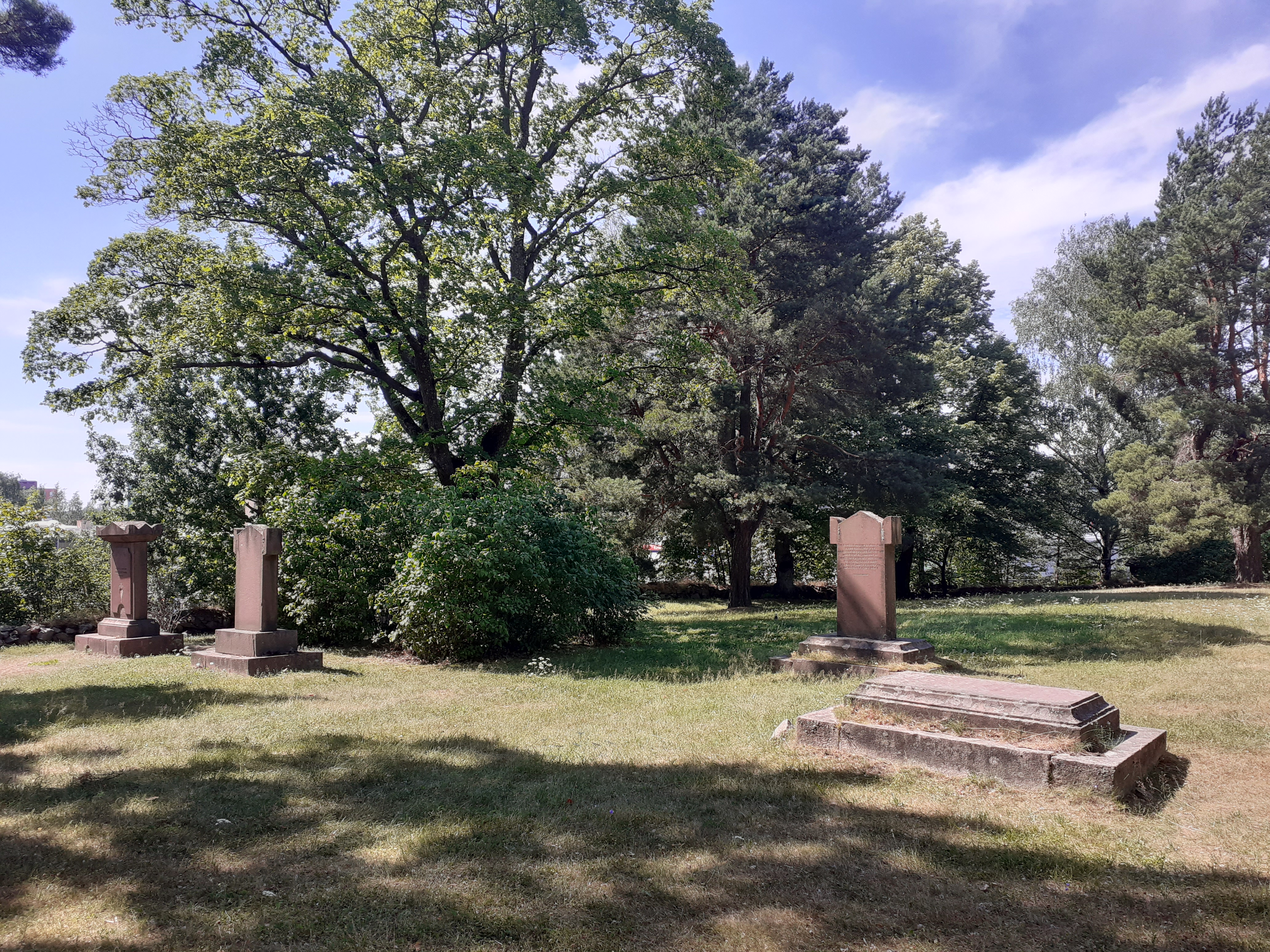
Cimetière du Choléra.
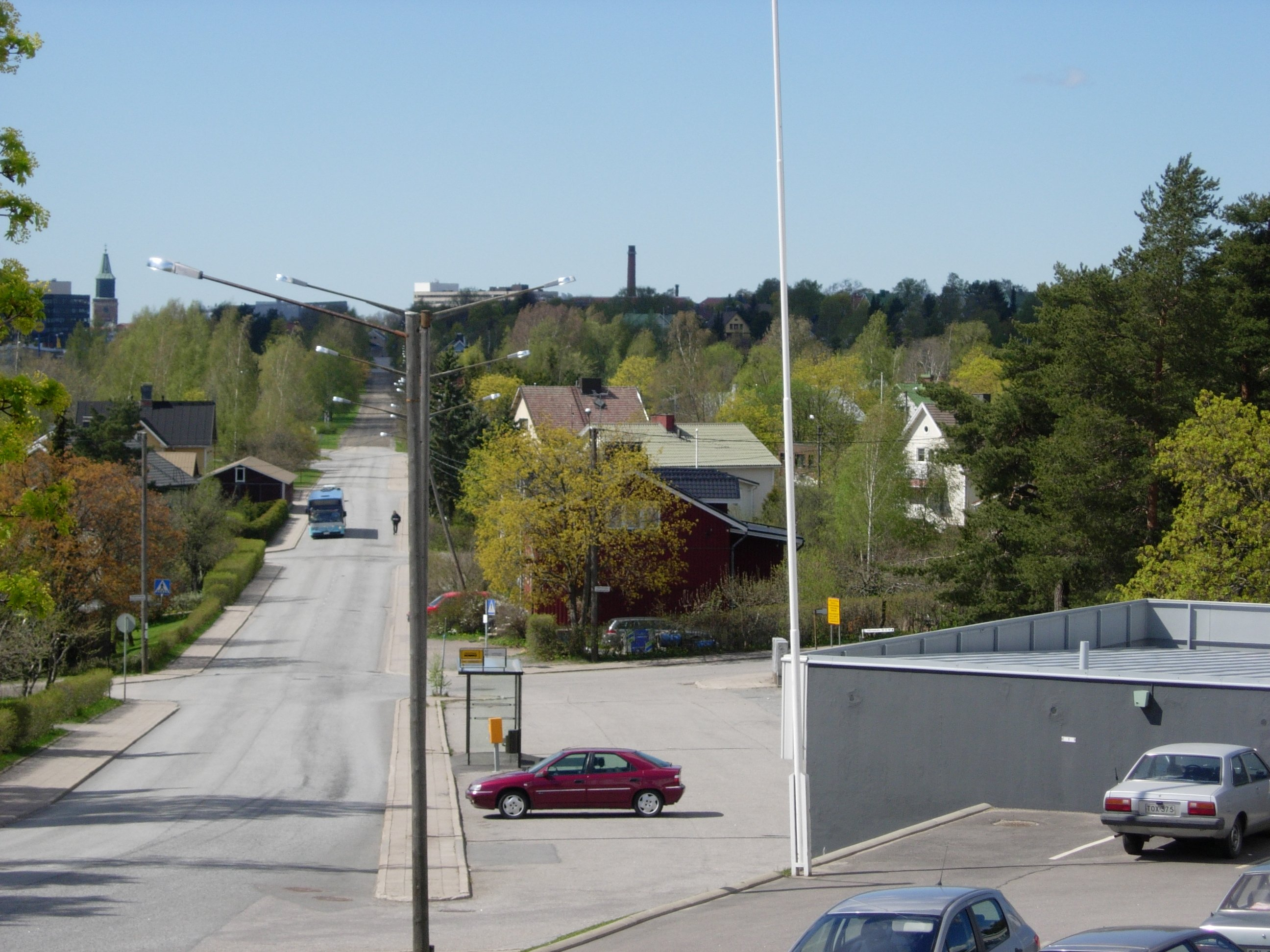
Vanha Littoistentie.
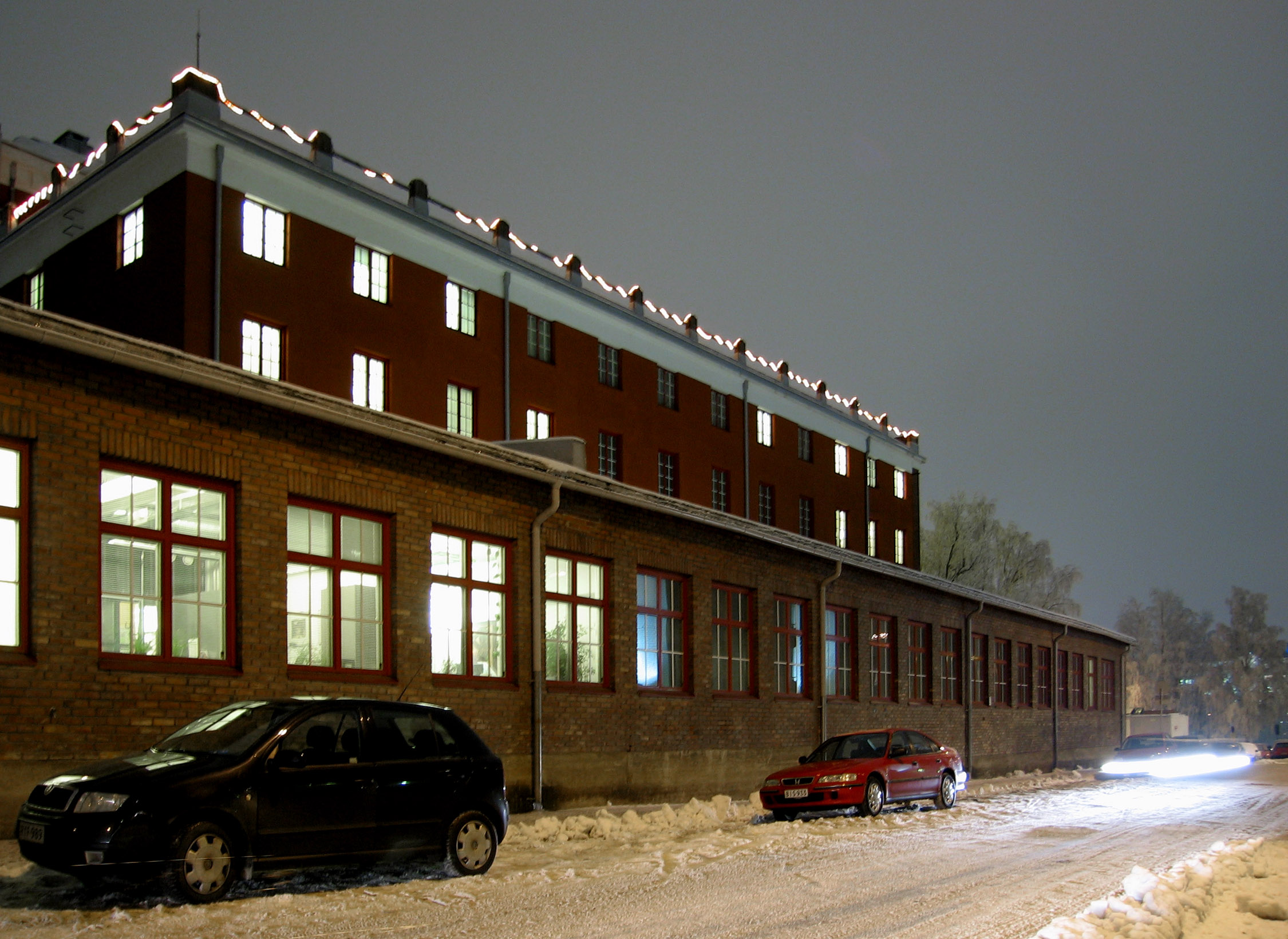
Vieux moulin, rue Ruukinkatu.